# Hidrocefalia de pressão normal
Hidrocefalia de pressão normal (HPN), hidrocefalia normotensiva, hidrocefalia oculta ou síndrome de Hakim-Adams é uma doença neurológica causada pela expansão crônica dos  ventrículos laterais e distorção das fibras da corona radiata. A pressão do líquido cefalorraquidiano (LCR) geralmente é normal. Seus sintomas típicos são incontinência urinária,  a demência e transtorno da marcha.
Os nomes "normotensivo" e "pressão normal" aparecem nas primeiras descrições dessa síndrome pelo médico colombiano Hakim em 1965. Não se detectou a sintomatologia da hidrocefalia com hipertensão intracraniana caracterizada por dor de cabeça pulsante, vômito em jato, distúrbios visuais, dor nas costas, papiledema e respiração de Biot. Atualmente com  novas técnicas para gravar a pressão continuamente sabemos que a pressão intracraniana varia bastante durante o dia. A demência impede o paciente de comunicar quando sente dor de cabeça, dor nas costas e distúrbios visuais para que se suspeite de hipertensão intracraniana.
O tratamento usual é uma cirurgia de instalação de um shunt ventrículo-peritoneal para drenar o excesso de LCR para o revestimento do abdômen, onde o LCR é eventualmente absorvido.

## Sinais e sintomas
HPN pode apresentar uma clássica tríade de Hakim: incontinência urinária, distúrbio da marcha, e demência.

## Tratamento
Pacientes com demência por HPN confinados a um asilo podem estar mal diagnosticados com Alzheimer, demência vascular ou Parkinson. Um estudo com moradores de asilo com demência revelou uma prevalência de 9% para 14% entre os residentes. Com o tratamento podem recuperar a lucidez e independência.
O excesso de líquido cefalorraquidiano pode ser tratado cirurgicamente com a implantação de um shunt ventriculo-peritoneal que permite drenar o líquido cefalorraquidiano ao abdome onde é absorvido. Geralmente os ventrículos diminuem de tamanho em 3 a 4 dias, independentemente da duração da hidrocefalia. Porém, apenas 21% dos pacientes apresentam melhora significativa dos sintomas. O mais provável pacientes para melhoria da mostra são aqueles que mostram apenas perturbações da marcha, leve, sem incontinência e demência ligeira. Um estudo mais recente (2004) encontraram melhores resultados, concluindo que, se os pacientes com hidrocefalia de pressão normal são identificadas corretamente, a inserção do shunt produz resultados benéficos em 86% dos pacientes, sem perturbações da marcha (81%) e com melhoria da continência (70%) ou ambos. Eles também observaram que as medições no diagnóstico clínico e neurológicos foram relacionadas com o resultado. No entanto, outros factores tais como a idade do paciente, sintoma de duração, dilatação dos ventrículos, e o grau de demência eram relacionadas ao resultado.

## Epidemiologia
Recentes estudos populacionais, estimaram a prevalência da HPN pode ser de cerca de 0,5% em indivíduos com mais de 65 anos de idade, e uma incidência de cerca de 5,5 pacientes por 100.000 pessoas por ano. Isto está de acordo com resultados antigos afirmando que, embora a pressão normal hidrocefalia pode ocorrer em ambos sexos e em qualquer idade, é encontrado com mais frequência na população idosa, com um pico de início, geralmente, na sexta e sétima décadas.